# Opera Nazionale Assistenza Orfani Sanitari Italiani
L'Opera nazionale assistenza orfani sanitari italiani (in acronimo ONAOSI) è un ente prevido-assistenziale che - su base mutualistica - eroga prestazioni economiche in favore degli orfani dei farmacisti, medici chirurghi, odontoiatri e veterinari (e, in particolari circostanze, dei figli di tali sanitari) nonché verso «i contribuenti in condizioni di vulnerabilità». Deriva le sue finanze dai contributi di categoria.
Dal luglio 2021 è presieduto dal Dr. Amedeo Bianco.
Attualmente i suoi assistiti sono 3383 e conta 157.563 contribuenti.

## Servizio sociale sul territorio
Con sede centrale a Perugia (competente sul territorio per Umbria, Marche e Toscana) controlla le direzioni del servizio sociale in diverse città d'Italia:
- Bari, competente per Puglia e Basilicata;
- Bologna, competente per l'Emilia-Romagna e parte della Lombardia;
- Messina, competente per Sicilia e Calabria;
- Napoli, competente per Campania e Sardegna;
- Padova, competente per Veneto, Trentino Alto Adige e Friuli Venezia Giulia;
- Roma, competente per Lazio, Abruzzo e Molise;
- Torino, competente per Piemonte, Liguria, Valle d'Aosta e parte della Lombardia (tra cui Milano, ove però c'è un autonomo centro di formazione).

## Storia
E' dall'idea del dott. Luigi Casati che nasce il progetto di un'opera d'assistenza per gli orfani dei medici, nel 1874. Solo nel 1982 una sottoscrizione tra sanitari promossa dai professori Carlo Ruata e Lorenzo Bruno la quale situpula una convenzione con l'Istituto "Sant'Anna" di Perugia.
Con R.D. del 20 luglio 1899 l'ente è eretto in "Ente morale" come Collegio-convitto per i figli orfani dei Sanitari italiani in Perugia: e nel 1901 s'inaugura a Perugia il primo convitto.
Nel 1901, su iniziativa del deputato perugino Cesare Fani, il Parlamento rende obbligatorio il contributo per tutti «i medici chirurghi, veterinari e farmacisti esercenti nel Regno alle dipendenze di pubbliche amministrazioni», ammettendo per gli altri il contributo libero.
In conseguenza del declino causato dalla Seconda guerra mondiale, l'allora presidente prof. Nicola Pende si dimette. Ma grazie all'azione del prof. Raffaello Silvestrini (nominato commissario straordinario) e al Comune di Perugia, l'ente si riprende.
Nel 1995 il d.lgs. 509/1994 trasforma l'ONAOSI da ente pubblico in fondazione di diritto privato.